# Alfred Sturtevant
Alfred Henry Sturtevant (* 21. November 1891 in Jacksonville (Illinois); † 5. April 1970 in Pasadena (Kalifornien)) war ein amerikanischer Genetiker. 1913 erstellte er an der schwarzbäuchigen Taufliege Drosophila melanogaster die erste einfache Genkarte eines Organismus. Er arbeitete gemeinsam mit anderen aus der Gruppe um Thomas Hunt Morgan an der Columbia University in New York.
Sturtevant wuchs als jüngstes von sechs Kindern in Illinois und später in Alabama auf. 1908 ging er an die Columbia University und wurde Doktorand von Morgan. 1914 schloss er seine Doktorarbeit ab und blieb weiter in der Gruppe von Morgan, bis er 1928 Professor für Genetik am California Institute of Technology wurde. 1943 war Sturtevant Präsident der Genetics Society of America. 1930 wurde er in die National Academy of Sciences, 1936 in die American Philosophical Society und 1949 in die American Academy of Arts and Sciences gewählt. 1965 erhielt er den John J. Carty Award der National Academy of Sciences. Bis zu seinem Tod blieb er am Caltech.
Sturtevant heiratete 1922 und hatte drei Kinder.

## Veröffentlichungen
- The linear arrangement of six sex-linked factors in Drosophila, as shown by their mode of association. Journal of Experimental Zoology, 14: 43–59, 1913 (PDF-Datei; 107 kB)
- The North American Species of Drosophila. Carnegie Institute of Washington, 1921.
- A History of Genetics. Cold Spring Harbor Laboratory Press. Online Edition

## Trivia
Im Buch „The Violinist's Thumb“ beleuchtet Autor Sam Kean Teile von Sturtevants Leben und seiner Persönlichkeit.